# Eärnur
En el universo imaginario del escritor J. R. R. Tolkien, Eärnur, hijo de Eärnil II, fue el último rey de Gondor hasta los tiempos de Aragorn. Nacido en el año 1928 de la Tercera Edad del Sol, era un guerrero más preocupado por las armas, la fama y la gloria que por el reinado o la descendencia. Nunca se casó. 

## Historia
Durante la guerra contra Angmar, Eärnil envió a su hijo para ayudar al rey Arvedui de Arthedain. Eärnur desembarcó en los Puertos Grises con un poderoso ejército (en comparación con las fuerzas de Arthedain). Unió sus fuerzas con las de Círdan y juntos marcharon en ayuda de los Dúnedain del Norte. Finalmente, tras varias batallas, se impusieron a las fuerzas del Rey Brujo, y Angmar cayó. Pero en el último momento, el mismo Rey Brujo apareció y desafió a Eärnur. Éste se mantuvo firme pero su caballo se asustó ante la presencia del Espectro y salió corriendo con Eärnur encima. El Rey Brujo se mofó antes de desaparecer del Norte, y este nunca olvidó esta ignominia.
En el año 2050 T.E., ya como rey de Gondor, el Señor de los Nazgûl (ya aposentado en Minas Morgul) le renovó el desafío. Eärnur aceptó, a pesar de lo que sus consejeros decían, y marchó con una pequeña compañía hacia Minas Morgul. Nunca se lo volvió a ver.
Después de esto, no teniendo Eärnur descendientes directos, temiendo los habitantes de Gondor que surgiese una disputa similar a la desastrosa Lucha entre Parientes, y no estando completamente seguros de la muerte del rey, Mardil, Senescal del Reino, se convierte en el primer Regente de Gondor, asumiendo el mando "hasta el retorno del rey", lo cual se convertiría para sus sucesores en una mera fórmula al asumir el mandato.
Antes de partir hacia Minas Morgul, Eärnur dejó la corona en la tumba de su padre. Gracias a esto, la corona de los reyes de los hombres se conservó durante los siglos sucesivos, hasta el tiempo de Aragorn. Para su coronación, se mandó traer desde las tumbas de los reyes esta misma corona, un precioso yelmo enjoyado y alado.

## Etimología
El nombre de Eärnur está compuesto en la lengua quenya, costumbre que tuvo su origen en Númenor y que el rey Elendil inició también en los Reinos Exiliados de Gondor y Arnor tras su fundación. El nombre se traduce en función de los términos que lo forman:
- Eär : significa «mar».
- -rnur : también como -ldur, es un sufijo que denota servidumbre, por lo que se puede traducir como «sirviente de».

Así el nombre significa «sirviente del mar».